# Parti communiste haïtien
Le Parti communiste haïtien fut la dénomination première d'un mouvement marxiste-léniniste créé en 1934 par l'homme politique Jacques Roumain. Ce premier parti communiste fut dissous en 1936. La mouvance politique communiste se reconstitua sous d'autres appellations jusqu'à nos jours en raison des nombreuses interdictions et de la répression que ses militants subiront au cours de l'histoire du mouvement ouvrier et paysan haïtien depuis la Seconde Guerre mondiale.

## Historique
En 1934, l'écrivain, poète et ethnologue, Jacques Roumain fonda le Parti Communiste Haïtien (PCH). Cette année-là marqua la fin de l'occupation militaire d'Haïti par les forces armées des États-Unis. Ces dernières occupaient le pays depuis leur débarquement en 1915. S'en était suivi une terrible répression contre le mouvement populaire et paysan Cacos qui débuta aussitôt avec la capture de Fort Rivière et la chasse aux insurgés qui fit plusieurs milliers de morts haïtiens. En raison de ses activités politiques, de sa participation au mouvement de résistance contre la présence américaine, et, surtout, de la création de sa part du Parti communiste haïtien, il fut arrêté et emprisonné deux ans.
En 1936, il fut finalement contraint à l'exil vers Paris, par le président de l'époque Sténio Vincent qui dissout au même moment le Parti communiste haïtien.
En 1946, fondation du Parti socialiste populaire par Anthony Lespès et Philippe Thoby-Marcelin, puis Étienne Charlier. Le PSP fut frappé d'illégalité en 1948 sur l'ordre du président Léon Dumarsais Estimé.
En 1954, création du PDP (Parti démocratique populaire) qui devient le PPLN (Parti populaire de libération nationale) et qui subit très durement la répression de la dictature de François Duvalier et de ses Tonton Macoute. 
En octobre 1959, fondation du PEP (Parti d'entente populaire) sous la direction de Jacques Stephen Alexis. Publication clandestine du Manifeste du Parti, lequel prit en compte le caractère semi féodal et semi colonial de la société haïtienne et prôna la révolution nationale démocratique et anti-impérialiste comme première phase vers le socialisme. Publication : Voix du Peuple.
En 1965, le régime de Duvalier assassine les principaux dirigeants du PPLN (Jean-Jacques Ambroise, Toto Guichard et Mario Rameau). Le PPLN changea de nom et devint le PUDA (Parti unité démocratique haïtien) sous la direction de Thomas Charles qui sera arrêté en 1968. 
En 1966, création du PTH (Parti des travailleurs haïtiens) se réclamant du maoïsme. Publication : Courrier Rouge.
En décembre 1968. Fusion du PEP et de PUDA sous la dénomination PUCH (Parti unifié des communistes haïtiens). Nouvelle publication du Parti : Boukan.
En avril 1969. Le régime dictatorial de François Duvalier fait voter une loi anticommuniste pour traquer toutes activités et propagandes anti-duvaliériste et anti-impérialiste. La répression fait rage contre le PUCH. Arrestation massive de dirigeants, militants et sympathisants. La répression anti-communiste de 1969 fut la plus sauvage et la plus cruelle connue en Haïti pendant les trente-cinq années de militance communiste (1934-1969).
En 1989, Mikhaïl Gorbatchev vient d'instaurer la Perestroïka et le glasnost en URSS. La direction du PUCH s'adapte à cette nouvelle donne géopolitique. Le Parti unifié des communistes haïtiens se désagrège et le premier secrétaire René Théodore déclara qu'il n'était pas communiste.
En 1990, lors des élections à Haïti, le PUCH se fond dans un front « MRN » pour s'y présenter.
En 2000, un certain nombre de militants marxistes-léninistes de tendance maoïste fondent le Nouveau parti communiste haïtien (en).